# Maialen Axpe
Maialen Axpe Etxabe (Mondragón, Guipúzcoa; 4 de mayo de 1993) es una saltadora de pértiga española. Ha sido campeona de España en diversas ocasiones en su especialidad. En categoría sub-18 en 2010, en sub-20 en 2011 y 2012, en sub-23 en 2013, 2014 y 2015 y absoluta en 2019.

## Carrera
Debutó deportivamente en el año 2008, en las filas del Arrasate Atlético. Pasaría después al Krafft-San Sebastián, y en 2012 participaría en su primer torneo internacional, en el Campeonato Mundial Júnior de Atletismo que se celebró en Barcelona y en la que acabó en vigesimocuarto lugar con un salto de 3,85 metros.
En 2013 compitió en el Campeonato Europeo de Atletismo Sub-23 que se celebró en la ciudad finlandesa de Tampere, donde repitió vigesimocuarto puesto con un salto algo inferior a la anterior prueba. No siguió teniendo suerte en 2014, donde pese a participar en el Campeonato Mediterráneo de Atletismo Sub-23, no consiguió ninguna marca válida en la prueba. En 2015 en el Campeonato Europeo de Atletismo Sub-23 de Tallin acabaría en decimoséptimo lugar con un salto limpio de 4 metros.
En 2018 culminó una triple intervención en torneos internacionales. Primero, en los Juegos Mediterráneos de Tarragona, donde quedó clasificada como la décima mejor con un salto de 4,01 metros. Posteriormente, en la cita berlinesa del Campeonato Europeo de Atletismo no consiguió superar un decimonoveno lugar, pese a mejorar su marca a 4,35 metros. En la última cita, en el Campeonato Iberoamericano de Atletismo celebrado en Trujillo (Perú), consiguió subir al podio y llevarse la medalla de plata con un salto de 4,20 metros.
En 2019, en el Campeonato Europeo de Atletismo en Pista Cubierta de Glasgow acabó en decimoséptimo lugar, con un salto de 4,25 metros.

## Resultados

### Por temporada
| Representando a España | Representando a España                            | Representando a España | Representando a España | Representando a España | Representando a España |
| ---------------------- | ------------------------------------------------- | ---------------------- | ---------------------- | ---------------------- | ---------------------- |
| Año                    | Competición                                       | Lugar                  | Puesto                 | Marca                  |                        |
| 2012                   | Campeonato Mundial Júnior de Atletismo            | Barcelona              | 24.ª (q)               | 3,85 m                 |                        |
| 2013                   | Campeonato Europeo de Atletismo Sub-23            | Tampere                | 24.ª (q)               | 3,70 m                 |                        |
| 2014                   | Campeonato Mediterráneo de Atletismo Sub-23       | Aubagne                | -                      | NM                     |                        |
| 2015                   | Campeonato Europeo de Atletismo Sub-23            | Tallin                 | 17.ª (q)               | 4,00 m                 |                        |
| 2018                   | Juegos Mediterráneos                              | Tarragona              | 10.ª                   | 4,01 m                 |                        |
| 2018                   | Campeonato Europeo de Atletismo                   | Berlín                 | 19.ª (q)               | 4,35 m                 |                        |
| 2018                   | Campeonato Iberoamericano de Atletismo            | Trujillo               | 2.ª                    | 4,20 m                 |                        |
| 2019                   | Campeonato Europeo de Atletismo en Pista Cubierta | Glasgow                | 17.ª (q)               | 4,25 m                 |                        |
| 2023                   | Juegos Europeos                                   | Chorzów                | 12.ª                   | 4,25 m                 |                        |

### Mejores marcas
| Disciplina                        | Marca  | Lugar     | Fecha                 |
| --------------------------------- | ------ | --------- | --------------------- |
| Salto de pértiga (pista cubierta) | 4,50 m | Antequera | 16 de febrero de 2019 |
| Salto de pértiga (exterior)       | 4,45 m | Getafe    | 22 de julio de 2018   |